# Atissa antennalis
Atissa antennalis är en tvåvingeart som beskrevs av Aldrich 1931. Atissa antennalis ingår i släktet Atissa och familjen vattenflugor. Inga underarter finns listade i Catalogue of Life.